# 초콜릿 바

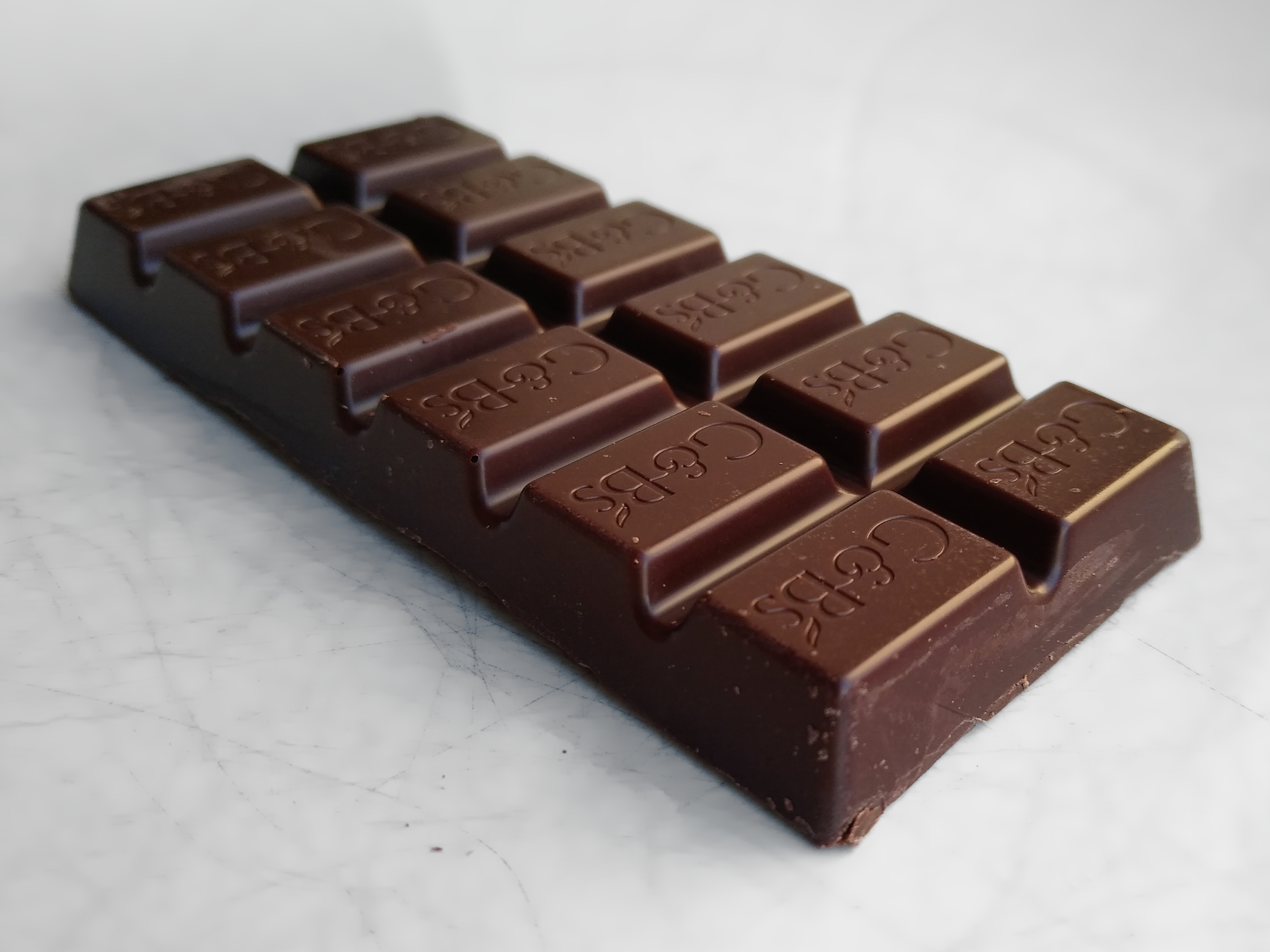
초콜릿 바

초콜릿 바(chocolate bar)는 초콜릿을 전면에 코팅한 막대 모양의 과자이다. 코팅된 과자는 쿠키와 비스킷 등이 사용되는 경우가 많다. 또한 누가와 캐러멜 등 소프트 캔디를 사용하고 있는 것도 있다.

## 같이 보기
- 에너지 바